# Steps of science – 48 tiles of organised knowledge
Steps of science – 48 tiles of organised knowledge is een vorm van kunst in de openbare ruimte in Amsterdam-Oost. Het is ontworpen door Nienke Korthof (Hoorn (Noord-Holland), 1982), die later filmproducent werd.
Het is een 48-delig kunstwerk bestaande uit stoeptegels, die verwerkt zijn in de trottoir(s) van het Science Park Amsterdam als straat. De straat omsluit het terrein. Ze liggen willekeurig verspreid op het terrein, maar een deel is te vinden op (voormalige) bushaltes op het terrein. Van oorsprong laten de tegels het voortschrijdend onderzoek zien, dat in de omringende gebouwen heeft plaatsgevonden dan wel plaatsvindt. Het kunstwerk werd op 10 juli 2013 onthult door Caroline Gehrels (wethouder Gemeente Amsterdam) en Thijs Reuten (bestuurder Stadsdeel Oost). In 2024 hadden niet alle stoeptegels de tand des tijds doorstaan. Het terrein en de straat zijn in continue beweging en ontwikkeling, terwijl ook weers- en verkeersinvloeden de tegels onderwerpen aan slijtage.
Steps of science maakt deel uit van een ontwerpwedstrijd uit 2008. Samen met Raw paradise en Boomstronken werd het uit 350 inzendingen gekozen voor daadwerkelijke uitvoering.

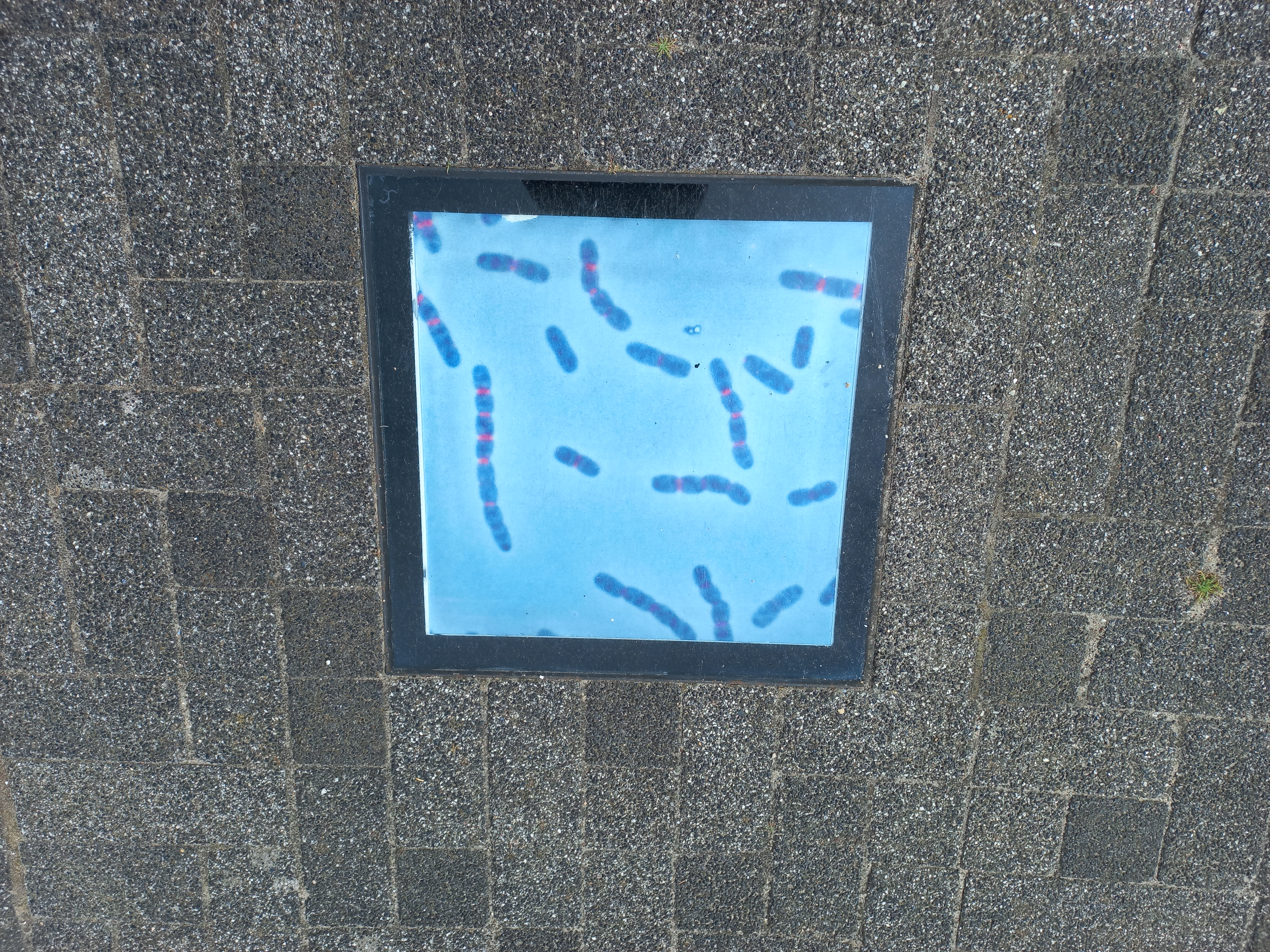
Andere tegel (augustus 2024)